# Baúl (Granada)
Baúl es una localidad y pedanía española perteneciente al municipio de Baza, en la provincia de Granada. Está situada en el extremo occidental de la comarca bastetana. Cerca de esta localidad se encuentran los núcleos de Rambla de Valdiquín, Los Balcones y Gor.

## Demografía
Según el Instituto Nacional de Estadística de España, en el año 2022 Baúl contaba con 137 habitantes censados, lo que representa el 0,67% de la población total del municipio.

### Evolución de la población
| Gráfica de evolución demográfica de Baúl entre 2012 y 2022 |
|                                                            |
| Datos según el nomenclátor publicado por el INE.           |

## Comunicaciones

### Carreteras
Las principales vías de comunicación que transcurren por esta localidad son:
| Identificador | Denominación     | Itinerario                  |
| ------------- | ---------------- | --------------------------- |
| A-92N         | Autovía A-92N    | Guadix - Murcia             |
| GR-7100       | De A-92N a A-315 | Baúl - Poblado del Negratín |

Algunas distancias entre Baúl y otras ciudades:
| Ciudades | Distancia (km) |
| -------- | -------------- |
| Baza     | 19             |
| Granada  | 80             |
| Almería  | 131            |
| Jaén     | 138            |
| Murcia   | 200            |